# 凛 (プロレスラー)
凛（りん、1993年2月27日 - ）は、日本の女子プロレスラー。旧名・門倉 凛（かどくら りん）。タレント・元プロレスラーの佐々木健介・北斗晶は義理の両親（夫の両親）。

## 所属
- Marvelous（2016年 -  2023年）
- 健介オフィス（業務提携）（2023年 - ）

## 来歴・戦績
2015年
- 長与千種が設立したMarverousに入門[2]。

スターダムの岩谷麻優などプロレスが好きであるためMarvelousに事務員として就職しようとしたが、レスラーになったほうが良いと言われて入門することとなった。
2016年
- 5月3日、Marvelous旗揚げ戦にて、リングネームを長与千種が命名した「門倉凛」とし、浜田文子戦でデビュー。ボディスラムを逆に叩き付けるなど奮闘したが、最後はムーンサルトプレスで敗れる[4]。
- 5月18日、SEAdLINNNG後楽園ホール大会にて彩羽匠と組み、Sareee&田中盟子組と対戦。

2017年
- 9月17日、プロレスリングWAVEのタッグトーナメント「DUAL SHOCK WAVE」に彩羽匠とのNEW-TRAでエントリー、長浜浩江&小林香萌のBig Rice Fieldに勝利し、初タイトルとなるWAVE認定タッグ王座を奪取[5]。

2021年
- 6月1日より開幕したプロレスリングWAVE主催のCatch the WAVE2021にコンプライアンス・ブロックで出場しブロック1位となる。準決勝でジェラシー・ブロック1位の米山香織に勝利し決勝戦に進むも、ポテンシャル・ブロック1位の高瀬みゆきに敗れ優勝とはならなかった。
- 6月13日、大田区総合体育館にて行なわれたGAEA JAPAN旗揚げ25周年記念興行『GAEAISM』において、桃野美桜、星月芽依と組み、GAEA JAPANの至宝であるAAAWシングル王座とAAAWタッグ王座のAAAW王座と、仙女の至宝であるセンダイガールズワールドシングルチャンピオンシップとセンダイガールズワールドタッグチームチャンピオンシップの両王座を懸けてセンダイガールズプロレスリングのDASH・チサコ、岩田美香、橋本千紘と対戦。最後は橋本と桃野の一騎打ちとなり、桃野が橋本に敗戦、AAAW王座の権利の獲得を逃した。
- 6月27日、センダイガールズプロレスリング新宿FACE大会にて桃野美桜と組み、橋本千紘と優宇とのタッグ「チーム200kg」からセンダイガールズワールドタッグチームチャンピオンシップを奪取、11代目王者に輝く。

2022年
- 4月15日、『後楽園ホール60周年還暦祭』にタッグマッチで出場[6]。梅咲遥と組み、ウナギ・サヤカ＆白川未奈組と引き分ける。
- 5月1日、マーベラス後楽園大会メインで青木いつ希とのコンビで渡辺智子&伊藤薫組を破り、復活したAAAWタッグ王座を獲得した後、リング上で「一般男性」（佐々木健之介 - 佐々木健介、北斗晶夫妻の長男）との結婚を発表した[7]。

2023年
- 1月8日、横浜大会、全試合終了後に長与から門倉の退団が発表された[8]。夫の勤務先がカナダになったことを長与に伝えたことから、新婚ながら数年間互いに離れて暮らすことを鑑みた長与が判断した。
- 2月6日、リングネームならびに芸名を「門倉凛」から「凛」へ改名したこと、今後の問合せ先は業務提携を行った健介オフィスとなることを公式ブログにて報告した[9]。
- 2月7日、第一子の妊娠を自身のInstagramで報告した[10]。
- 8月10日、第1子の長女を出産をブログで報告した。

## 得意技
ウルトラリン
後ろ向きにコーナートップに登り、振り返りながらのローリングセントーン。
ダブルリストアームサルト
トラース・キック

## タイトル歴
- 第17代AAAWタッグ王座（パートナーは青木いつ希）
- 第20代WAVE認定タッグ王座（パートナーは彩羽匠）
- 第25代WAVE認定タッグ王座（パートナーは青木いつ希）
- 第11代センダイガールズワールドタッグチームチャンピオンシップ（パートナーは桃野美桜）

## 入場テーマ曲
- 長沢ゆりか「Flame」[11]
- 長与千種「Flame」2020年9月11日以降
- New World/ニュートラ入場曲（タッグパートナー彩羽匠）　株式会社MarvelCompany坂口真樹子

## 人物
- 好きな芸能人はKis-My-Ft2の藤ヶ谷太輔、山田菜々[12]。
- 岩谷麻優のどこを尊敬しているかというファンによる質問に、「普通に話しているとお抜けになられている。そういうところも好き」「プロレスは見れば見るほどどんどんハマる、一本の動画を二時間でも三時間でも、同じところをスローで見る」等々答えた[13]。
- 好きな異性のタイプは通帳の中身[14]。
- 千葉県立千葉大宮高等学校に在学していた[15]。
- 4姉妹の次女。